# Retinosaurus
Retinosaurus (лат.) — вымерший род сцинкообразных ящериц, обитавших в раннем меловом периоде в Мьянме. Включает единственный вид Retinosaurus hkamtiensis, известный по образцу, сохранившемуся в янтаре.

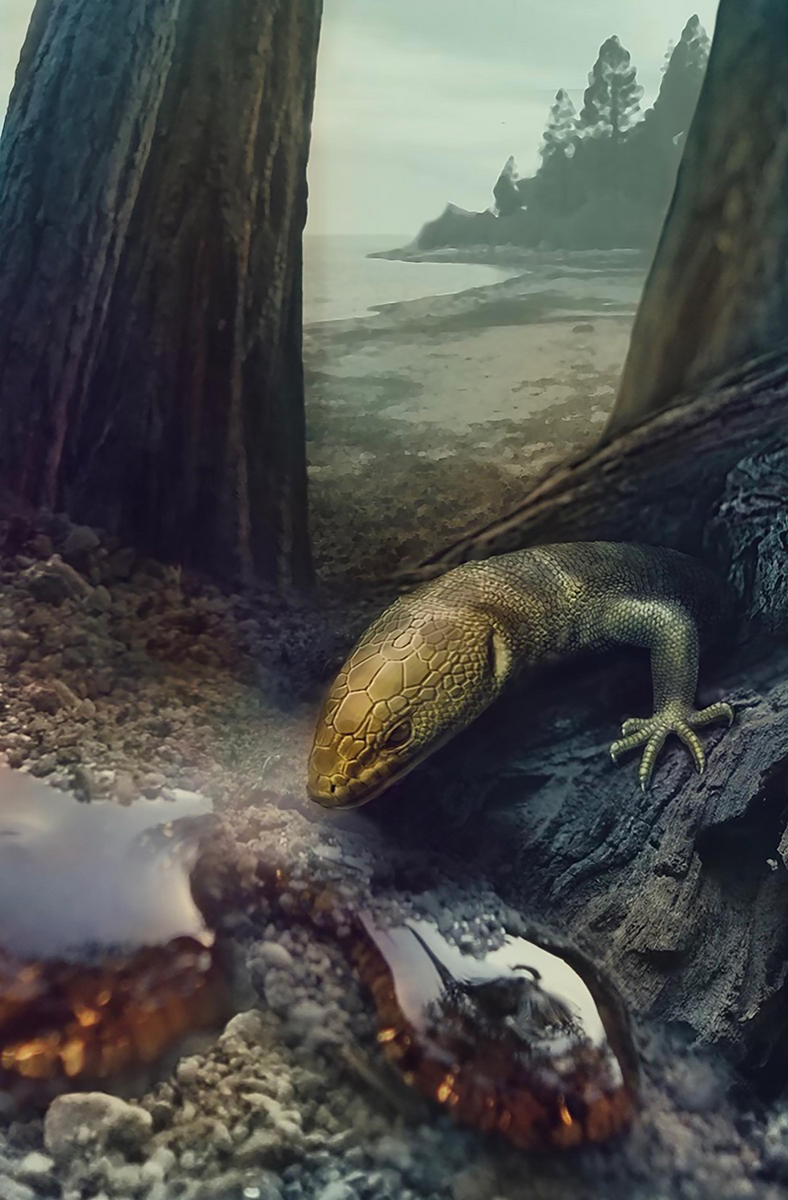
Реконструкция голотипной особи перед тем, как попасть в янтарную ловушку

## Открытие и наименование
Голотип GRS 29689 был легально получен от торговца драгоценными камнями из Мьянмы в 2019 году. Впоследствии находку анонсировали перед публикацией исследования в октябре 2021 года, а в январе 2022 года Čerňanský и коллеги описали её как новый род и вид ящериц.
Окаменелость обнаружена в янтарном месторождении Хкамти в Мьянме, которое датируется ранним альбским веком, примерно 110 миллионов лет назад. Голотип, представляющий ювенильную особь, включает хорошо сохранившийся сочленённый череп, частичный посткраниальный скелет и отпечатки кожи. Помимо ископаемого материала ящерицы янтарь также содержит несколько жёсткокрылых.
Родовое название Retinosaurus происходит от др.-греч. retine — жидкая древесная смола, и др.-греч. saurus — ящерица. Видовое название hkamtiensis отсылает к Хкамти — местности, где обнаружен типовой образец.

## Классификация
Во всех проведённых авторами филогенетических анализах, кроме одного, Retinosaurus определён как Pan-Xantusiidae. По результатам большинства анализов Retinosaurus является сестринским таксоном клады, образованной Tepexisaurus + Xantusiidae. Поскольку голотип представляет незрелую особь, авторы объясняют, что к любым филогенетическим результатам следует относиться с осторожностью.